# Wólka Garwarska
Wólka Garwarska – wieś w Polsce położona w województwie mazowieckim, w powiecie ciechanowskim, w gminie Glinojeck.
Wierni Kościoła rzymskokatolickiego należą do parafii św. Stanisława Biskupa Męczennika w Glinojecku.
W latach 1975–1998 miejscowość administracyjnie należała do województwa ciechanowskiego.